# 松雪泰葉
松雪 泰葉（まつゆき やすは、1999年11月5日 - ）は、日本の女子レスリング選手。愛知県刈谷市出身。階級は75kg級。身長173cm。兄の松雪泰成と双子の妹である松雪成葉もレスリング選手。

## 来歴
3歳の時に妹と一緒に父親がコーチを務める刈谷レスリングクラブでレスリングを始めた。朝日中学2年の時に全国中学選抜選手権62kg級で優勝した。3年の時にはジュニアクイーンズカップ 中学生の部、全国中学生選手権、全日本女子オープン選手権（中学生の部）、全国中学選抜選手権と立て続けに優勝を飾った。至学館高校へ進むと、1年の時にはJOC杯及びクリッパン女子国際大会カデットの部70kg級で優勝した。2年の時にはジュニアクイーンズカップとJOC杯カデットの部で優勝した。全日本選抜選手権では決勝でクリナップの鈴木博恵に敗れた。インターハイと世界カデット選手権では優勝した。3年の時にはジュニアクイーンズカップとJOC杯ジュニアの部で優勝するも、全日本選抜選手権では3位、世界ジュニアでは2位だった。初開催となった23歳以下の世界一を決める大会であるU-23世界選手権では、決勝のカナダ選手をはじめ全試合をテクニカルフォール勝ちして75kg級の初代世界チャンピオンとなった。2018年のワールドカップ とジュニアクイーンズカップ ジュニアの部で優勝した。2018年には至学館大学へ進学すると、全日本選抜選手権では2位、世界ジュニアでは3位だった。2年の時には世界ジュニアで3位だった。成田で開催されたワールドカップでは優勝した。全日本選手権では優勝した。4年の時には全日本選抜選手権の決勝で鏡優翔を破って優勝を果たしたことにより、世界選手権代表に選ばれた。世界選手権では準々決勝でエジプトの選手に敗れた。

## 主な戦績
- 2012年 -　ジュニアクイーンズカップ 中学生の部　2位（44kg級）
- 2012年 -　全国中学選抜選手権　3位（44kg級）
- 2013年 -　ジュニアクイーンズカップ 中学生の部　2位（52kg級）
- 2013年 -　JOC杯カデットの部　2位（56kg級）
- 2013年 -　全国中学生選手権　2位（57kg級）
- 2013年 -　全日本女子オープン選手権（中学生の部）　2位（57kg級）
- 2013年 -　全国中学選抜選手権　優勝（62kg級）
- 2014年 -　ジュニアクイーンズカップ 中学生の部　優勝（62kg級）
- 2014年 -　JOC杯カデットの部　2位（65kg級）

70kg級での戦績
- 2014年 -　全国中学生選手権　優勝
- 2014年 -　全日本女子オープン選手権（中校生の部）優勝
- 2014年 -　全国中学選抜選手権　優勝
- 2015年 -　クリッパン女子国際大会　カデットの部　3位
- 2015年 -　ジュニアクイーンズカップ カデットの部　2位
- 2015年 -　JOC杯カデットの部　優勝
- 2015年 -　アジアカデット選手権　3位
- 2015年 -　インターハイ　2位
- 2016年 -　クリッパン女子国際大会　カデットの部　優勝
- 2016年 -　ジュニアクイーンズカップ カデットの部　優勝
- 2016年 -　JOC杯カデットの部　優勝
- 2016年 -　全日本選抜選手権　2位
- 2016年 -　インターハイ　優勝
- 2016年 -　世界カデット選手権　優勝
- 2017年 -　ジュニアクイーンズカップ ジュニアの部　優勝（72kg級）
- 2017年 -　JOC杯ジュニアの部　優勝（72kg級）
- 2017年 -　全日本選抜選手権　3位（75kg級）
- 2017年 -　世界ジュニア　2位（72kg級）
- 2017年 -　U-23世界選手権　優勝（75kg級）

76kg級での戦績
- 2017年 -　全日本選手権　2位
- 2018年 - ワールドカップ 優勝
- 2018年 -　ジュニアクイーンズカップ ジュニアの部　優勝
- 2018年 -　全日本選抜選手権　2位
- 2018年 -　世界ジュニア　3位
- 2018年 -　全日本学生選手権　優勝
- 2018年 -　全日本選手権　2位
- 2019年 -　ジュニアクイーンズカップ ジュニアの部　優勝
- 2019年 -　世界ジュニア　3位
- 2019年 -　全日本学生選手権　優勝
- 2019年 - ワールドカップ 優勝
- 2019年 -　全日本選手権　優勝
- 2020年 -　全日本選手権　2位
- 2021年 - 全日本選抜選手権　優勝
- 2022年 -　U-23世界選手権　3位
- 2024年 -　アジア選手権　5位
- 2024年 -　全日本選手権　2位

（出典）